# Джерантут
Джерантут (малайск. Jerantut) — город в малайском штате Паханг.

## География
Расположен в центральной части штата, в 200 км от Куала-Лумпура и в 180 км от Куантана. Находится вблизи главного входа в национальный парк Таман Негара. Административный центр одноимённого округа с площадью 7561 км². Через город протекает река Паханг.

## Население
Население города по данным на 2000 год составляет 24 737 человек; население округа Джерантут на 2004 год — 90 000 человек.

## Транспорт
Крупная железнодорожная станция.